# Vyšší odborná škola sklářská a Střední škola v Novém Boru
Vyšší odborná škola sklářská a Střední škola v Novém Boru byla založena roku 1870 jako škola kreslení a modelování. Od roku 1879 fungovala jako k.k. Fachschule für Glas Industrie, 1882 jako Odborná škola pro sklářský průmysl, po vzniku Československa od roku 1918 Státní odborná škola pro sklářský průmysl.

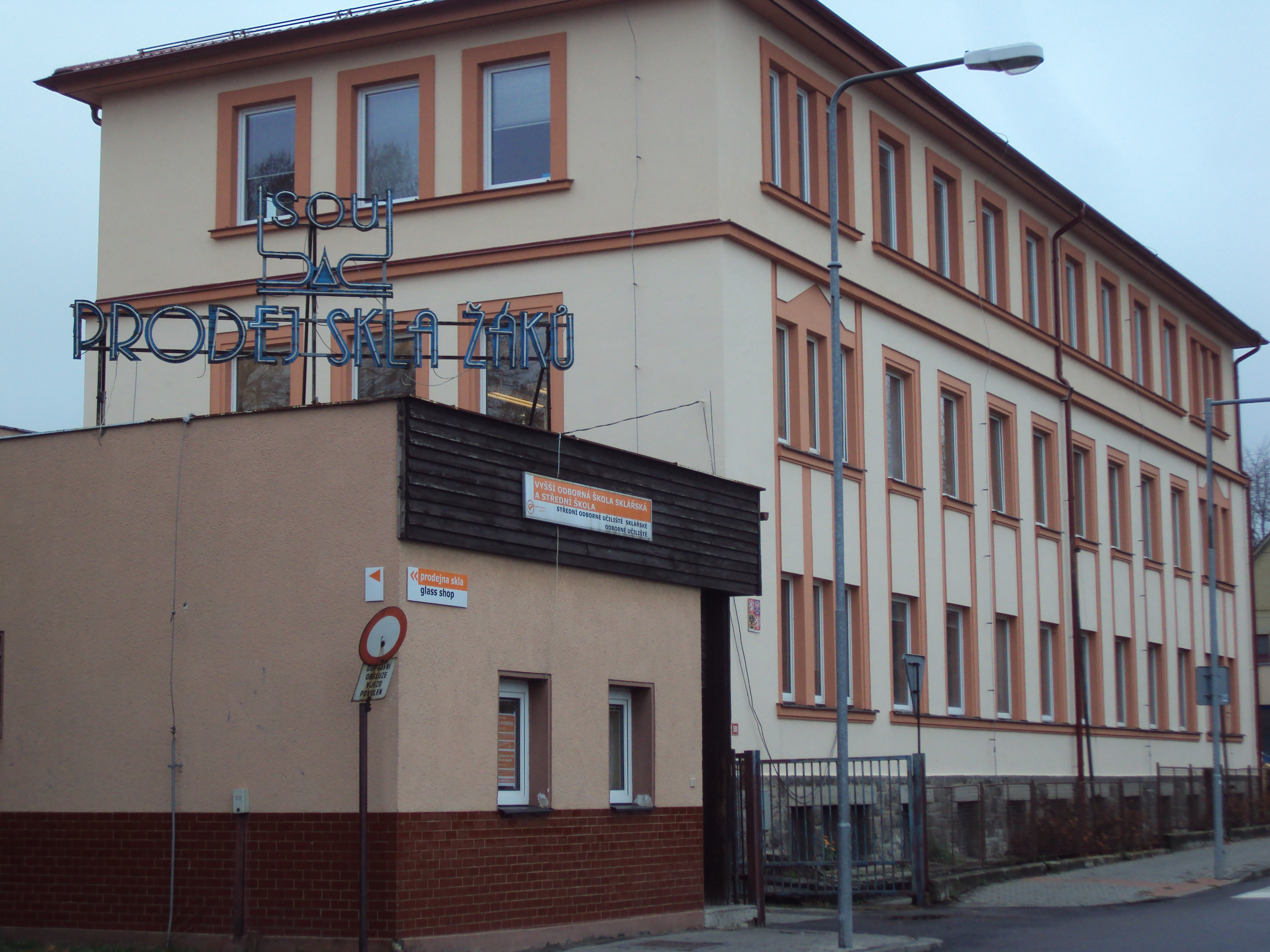
Sklářská škola, Revoluční

## Historie školy
V polovině 18. století byl Nový Bor (tehdy Haida) centrem výroby skla v českých zemích a vývozu skla do celého světa. V roce 1763 byl do Nového Boru na přání místních živnostníků povolán řád piaristů a založena škola (Piaristická kolej v Novém Boru), kde se vzdělávaly děti sklářských výrobců a obchodníků se sklem z města a okolí. Ve škole se vyučovala latina, kupecké počty, vedení obchodní korespondence, později též zeměpis, čeština, geometrie a kreslení. Od poloviny 19. století piaristické školství začalo upadat a byl i nedostatek řádových učitelů, v roce 1870 se také piaristé rozhodli kolej i učiliště zrušit. V 19. století řemeslná úroveň českého skla silně kolísala a proto byla v Novém Boru 1. října 1870 otevřena škola kreslení a modelování pro učně, tovaryše a mistry sklářského řemesla. Průmyslová revoluce znamenala přechod od manufakturní k průmyslové výrobě a aby se zastavil úpadek uměleckého řemesla, bylo v druhé polovině 19. století založeno v celém Rakousko-Uhersku více než šedesát uměleckoprůmyslových škol. Roku 1879 převzal školu stát a v roce 1882 byla přejmenována na Odbornou školu pro sklářský průmysl. Díky řediteli Danielu Hartelovi, který ji řídil v letech 1881-1907 se brzy stala uznávanou institucí. Během jeho působení byla roku 1892 postavena nová budova ve Wolkerově ulici, kde škola sídlí dodnes.

### Historie výuky
- 1881 založeno oddělení rytí skla
- 1882 založeno oddělení malování skla
- 1893 zahájena výuka chemie, fyziky a technologie
- 1909 založeno oddělení broušení skla
- 1910 zahájen provoz školní sklářské hutě
- 1911 otevřena odborná pokračovací škola pro další vzdělávání učňů
- 1918 tříletá Státní odborná škola pro sklářský průmysl vyučuje přírodní a návrhové kreslení, malbu, rytí a broušení skla. Má pokračovací školu a výzkumný ústav.
- 1926-1929 spojena se Státní odbornou školou v Kamenickém Šenově
- 1927 založeno obchodní oddělení
- 1934 zaveden kurs okenní malby a zasklívání do olova
- 1935 vzniklo české oddělení při výtvarné škole
- 1937 prvním českým pedagogem a zástupcem ředitele jmenován Jaroslav Holeček
- 1938-1945 výuka nejprve zkrácena na dva roky, pak zastavena a budova přeměněna na vojenský lazaret
- 1945 novým ředitelem RNDr. Jaromír Špaček
- 1946 otevřeno dvouleté chemicko-hutní oddělení
- 1948 založena čtyřletá průmyslová škola s maturitou, modernizace dílen
- 1950 učňovská škola a chemicko-hutní oddělení přemístěny do Chřibské (1951 změněno na čtyřletou odbornou školu, 1952 vráceno do Nového Boru)
- 1951 zřízen jednoletý kurs zušlechťování skla
- 1953 výtvarná škola zrušena, zůstala pouze průmyslová škola zaměřená na technologii skla
- 1957 jako pobočka novoborské školy znovuotevřena sklářská škola s výtvarným zaměřením v Kamenickém Šenově, roku 1962 se osamostatnila
- 1962 škola přišla o školní huť i s pozemkem
- 1964 otevřen obor hutní tvarování skla
- 1968 zřízen školní poloprovoz pro dokončování výrobků určených k prodeji (Palackého čp. 15)
- 1988 zřízeno oddělení malování a broušení skla
- 1990-1992 rekonstrukce budovy Palackého čp. 15, zřízeny ateliéry a školní dílny
- 1992 zakoupena budova na Palackého náměstí čp. 170, rekonstrukce do r. 1995
- 1994 obnoven provoz školní hutě
- 1996 zřízena Vyšší odborná škola sklářská
- 1998 pořízena pec na výrobu lehaného plochého skla a tavení hutních plastik
- 2004 sloučení škol VOŠS, SPŠS, SOUS, Odborné učiliště a Učiliště, Nový Bor
- 2005 nový název školy Vyšší odborná škola sklářská a Střední škola, Nový Bor
- 2010 oslavy 140 let založení školy, výstava ve Sklářském muzeu v Novém Boru

### Ředitelé
- 1889-1907 Daniel Hartel
- 1907-1929 Heinrich Strehblow
- 1929-1934 Kaspar Killer
- 1934-1936 Josef Bönisch
- 1937-1938 Alfred Dorn
- 1938 Oswald Dittrich
- 1945-1969 RNDr Jaromír Špaček
- 1970-1972 Ing. Čeněk Mikeš
- 1972-1982 akad. sochař Oldřich Lipský
- 1982-1990 Ing. Čeněk Mikeš
- 1990-2007 Mgr. Pavel Zatloukal
- 2007-2019 PaeDr. Ilona Jindrová
- 2019-současnost Mgr. Jiří Janás

## Studijní obory
- Tvorba uměleckého skla (tříletý studijní program, diplomovaný sklář)
- Uměleckořemeslné zpracování skla (čtyřletý obor s maturitou)
- Design interiéru (čtyřletý obor s maturitou)
- Předškolní a mimoškolní pedagogika (čtyřletý obor s maturitou)
- Sklář-výrobce a zušlechťovatel skla (tříletý obor s výučním listem)
- Gymnázium (čtyřletý obor s maturitou)

## Význam školy pro rozvoj sklářského řemesla
Škola od svého založení spolupracovala s místními sklářskými firmami (Mühlhaus & C., Oertel & Co.) a dodávala jim školní návrhy designu. Díky škole byly oživeny některé zapomenuté sklářské techniky a vynalezeny nové. Tehdejší sklo v historizujícím stylu, které bylo inspirováno německou a italskou renesancí a orientálními vzory a bylo bohatě zdobeno barevnými emaily a zlatem, mělo vynikající uměleckořemeslné zpracování.
Kvalitní řemeslný základ umožnil později rozvinutí tvůrčí invence a vedl k návrhům skla, které odpovídalo uměleckým nárokům nové doby. Na přelomu století tehdejší pedagogové, vesměs absolventi vídeňské uměleckoprůmyslové školy, podněcovali žáky k pokrokovějšímu přístupu a plnému rozvinutí fantazie, potřebné k pochopení a zvládnutí nastupující secese. Řada sklářských firem dodávala na trh sklo s etiketou "podle návrhu c.k. odborné školy v Haidě". Škola často určovala výtvarné trendy a přispěla i k technologickým inovacím. Roku 1910 byl ve školní huti utaven první olovnatý křišťál. Vynálezem učitele školy Karla Pohla byla tzv. ušlechtilá čerň. V letech 1910-1915 vycházely ze školy návrhy na geometricky stylizované tvary a vznikly zde výrobky ve stylu art deco, které hýřily barevností a bohatostí výzdoby.

### Osobnosti (pedagogové)
- August Erben
- Friedrich Oppitz
- Anton Hanel
- Arnold Eiselt
- Jaroslav Václav Holeček

### Osobnosti (absolventi)
- Josef Khýn
- Stanislav Libenský